# Pietà (Ensisheim)

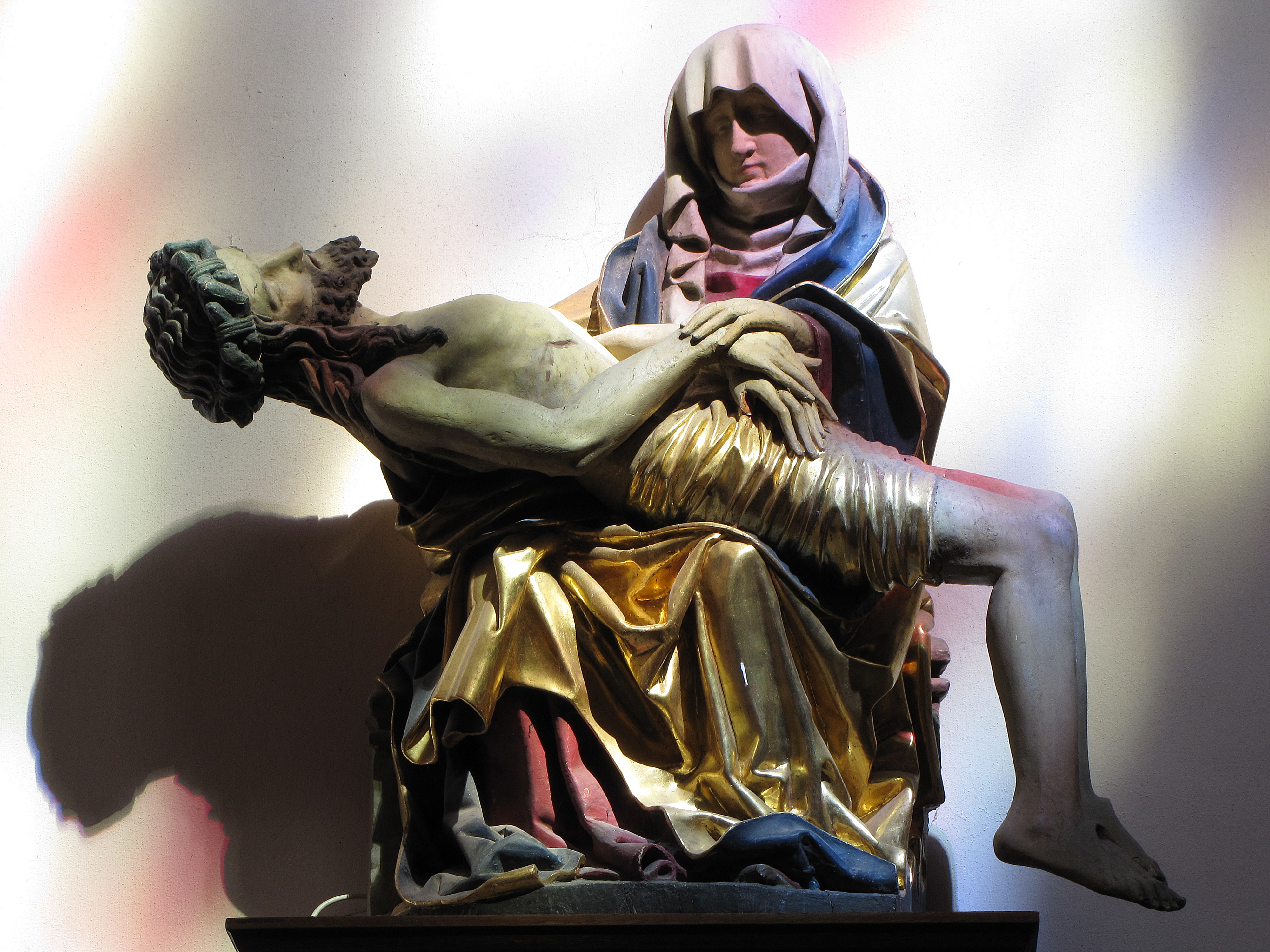
Pietà in Ensisheim

Die Skulptur Pietà in der Kirche St-Martin in Ensisheim, einer französischen Gemeinde im Département Haut-Rhin der Region Grand Est, wurde Anfang des 16. Jahrhunderts geschaffen. Im Jahr 1989 wurde die Pietà als Monument historique in die Liste der denkmalgeschützten Objekte (Base Palissy) in Frankreich aufgenommen.
Die farbig gefasste und vergoldete Pietà aus Holz zeigt Maria mit dem schmalen Leichnam Jesu auf den Knien. Maria ist leicht nach vorne gebeugt, sie trägt ein langes und weites Kleid mit vielen Falten. Ein Tuch ist eng um den Leichnam Jesu geschlungen.
Die Skulptur hat mehrere Restaurierungen erfahren, Anfang des 20. Jahrhunderts wurden die drei Hände von Joseph Saur erneuert.